# Marek Banaszkiewicz

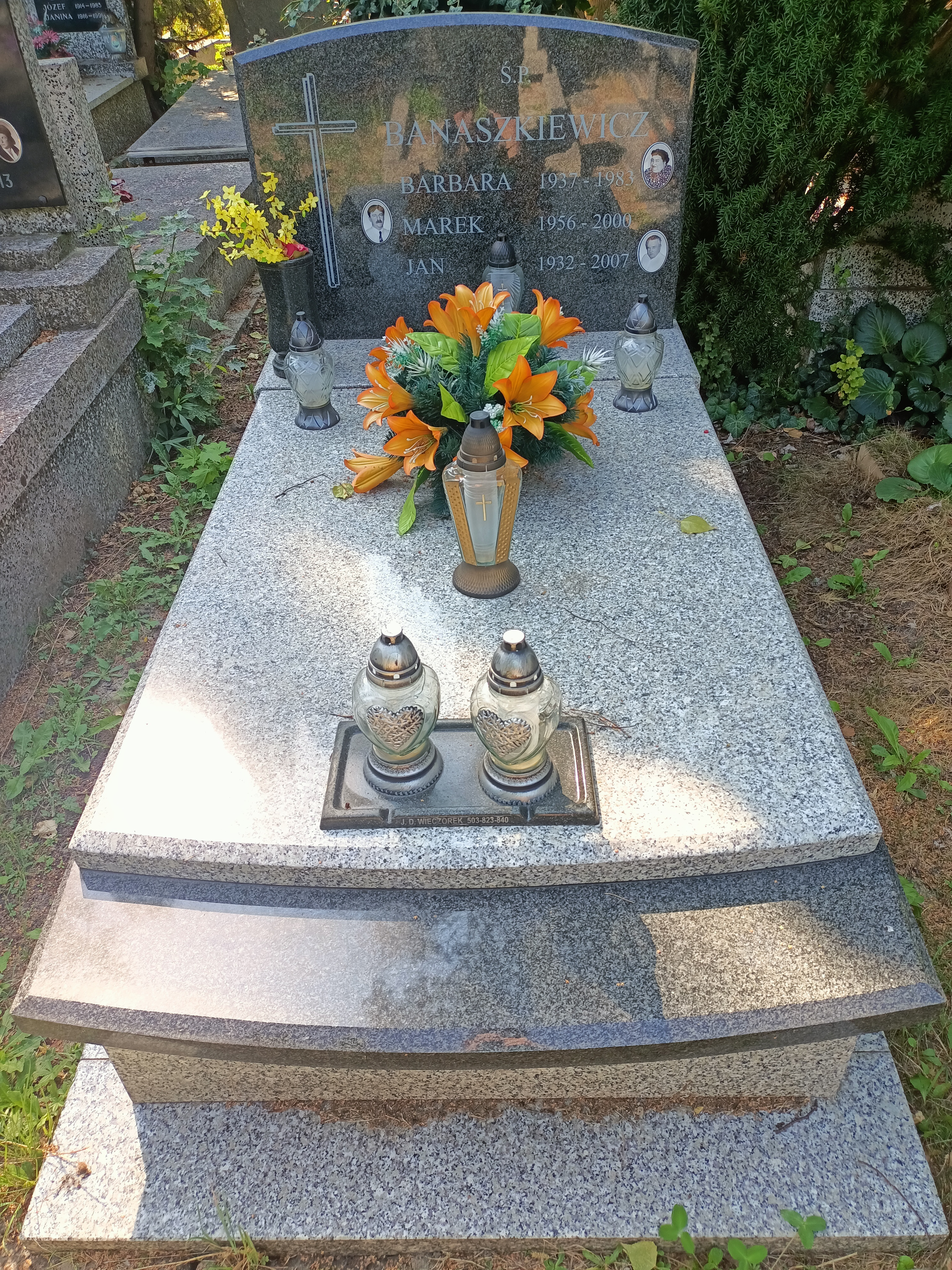
Grób Marka Banaszkiewicza na Cmentarzu Komunalnym Północnym w Warszawie

Marek Wojciech Banaszkiewicz (ur. 29 lutego 1956, zm. 6 maja 2000) – polski piłkarz, reprezentant Polski (kadra młodzieżowa i reprezentacja B). 

## Kariera
Rozpoczynał karierę w MOP Warszawa, skąd przeniósł się do Poloneza Warszawa. W wieku lat 18 trafił do kolejnej drużyny stołecznej – Gwardii. 17 listopada 1974 roku zadebiutował w lidze, w pojedynku Gwardii ze Śląskiem Wrocław. W barwach Gwardii występował do sezonu 1982/83 włącznie, rozgrywając w sumie 82 mecze i strzelając 13 goli w ekstraklasie.
Banaszkiewicz kontynuował karierę w Wiśle, której barwy reprezentował przez trzy kolejne sezony – dwa w ekstraklasie (54 mecze i 12 goli) i jeden w II lidze. Po rozstaniu z Wisłą, które nastąpiło w 1986 roku, grywał w Dalinie Myślenice i Bronowiance Kraków.
Został pochowany na cmentarzu komunalnym Północnym w Warszawie (kwatera S-V-15, rząd 10, miejsce 3).